# Милорад Балабановић
Милорад Балабановић (Нови Сад, 18. јануара 1990) српски је фудбалер који тренутно наступа за РФК Нови Сад.